# Ходошан
Ходошан је насељено место у саставу општине Доњи Краљевец у Међимурској жупанији, Хрватска. До територијалне реорганизације у Хрватској налазио се у саставу старе општине Чаковец.

## Становништво
На попису становништва 2011. године, Ходошан је имао 1.254 становника.

## Попис1991.
На попису становништва 1991. године, насељено место Ходошан је имало 1.463 становника, следећег националног састава:
| Попис 1991.‍   | Попис 1991.‍  | Попис 1991.‍ | Попис 1991.‍ | Попис 1991.‍ |
| ------------- | ------------ | ----------- | ----------- | ----------- |
|               |              |             |             |             |
| Хрвати        | Хрвати       |             | 1.408       | 96,24%      |
| Југословени   | Југословени  |             | 5           | 0,34%       |
| Албанци       | Албанци      |             | 3           | 0,20%       |
| Македонци     | Македонци    |             | 2           | 0,13%       |
| неопредељени  | неопредељени |             | 9           | 0,61%       |
| регион. опр.  | регион. опр. |             | 5           | 0,34%       |
| непознато     | непознато    |             | 31          | 2,11%       |
| укупно: 1.463 |              |             |             |             |